# 889 Erynia
889 Erynia
889 Erynia là một tiểu hành tinh ở vành đai chính. Nó được Max Wolf phát hiện ngày 5.3.1918 ở Heidelberg, và được đặt theo tên Erinyes, trong thần thoại Hy Lạp.